# Schaueria decipiens
Schaueria decipiens är en akantusväxtart som beskrevs av Christian Gottfried Daniel Nees von Esenbeck. Schaueria decipiens ingår i släktet Schaueria och familjen akantusväxter. Inga underarter finns listade i Catalogue of Life.